# غافن هيوم
غافن هيوم (بالإنجليزية: Gavin Hume)‏ هو لاعب اتحاد الرغبي جنوب أفريقي، ولد في 25 مارس 1980 في Riversdale, South Africa ‏ في جنوب أفريقيا.

## وصلات خارجية
- غافن هيوم عل موقع إسبنسكروم (الإنجليزية)
- غافن هيوم على موقع ItsRugby.co.uk (الإنجليزية)